# کودای یاسودا
کودای یاسودا (انگلیسی: Kodai Yasuda؛ زادهٔ ۸ اوت ۱۹۸۹) بازیکن فوتبال اهل ژاپن است.
از باشگاه‌هایی که در آن بازی کرده‌است می‌توان به باشگاه فوتبال گامبا اوساکا و باشگاه فوتبال توکیو وردی اشاره کرد.